# Música + alma + sexo
Musica + Alma + Sexo oppure MAS  è il nono album in studio del cantante portoricano Ricky Martin. È stato pubblicato il 31 gennaio 2011 in Europa per la Columbia Records ed il primo febbraio in Nord  America per la Sony Music Latin. L'album vede la partecipazione di Joss Stone, Claudia Leitte, Natalia Jiménez e del duo reggaeton Wisin & Yandel. Il 14 novembre 2011 l'album è stato ripubblicato negli Stati Uniti in una speciale Fan Edition con nuove tracce e un DVD con quattro video musicali.

## Il disco
L'album contiene tredici tracce: dieci nuovi brani in spagnolo, le versioni in inglese dei primi due singoli ed un remix.
L'edizione Deluxe pubblicata solo in alcuni punti vendita include sette tracce esclusive:  un nuovo brano, le versioni in inglese dei brani No Te Miento (intitolata Liar) e Será Será (intitolata Too Late Now),  due remix e due versioni da solista del primo singolo in inglese ed in spagnolo.

## Promozione
Ricky Martin terrà una serie di concerti denominata Música + Alma + Sexo World Tour che inizierà a Porto Rico, per poi toccare il Nord America e successivamente l'Europa, l'Asia e l'America Latina. Si tratta dell'ottavo tour del cantante portoricano.

### Singoli
The Best Thing About Me Is You è stato pubblicato come primo singolo dell'album il primo novembre 2010 ed ha debuttato alla posizione numero 71 nella classifica americana. La versione in lingua spagnola, Lo Mejor De Mi Vida Eres Tú, ha raggiunto la numero 1 nella classifica di Billboard Hot Latin Songs.
Il secondo singolo ufficiale estratto dall'album è Màs, pubblicato il 28 febbraio 2011. Il 2 aprile 2011 Ricky Martin ha registrato la versione inglese del brano, intitolata Freak of Nature.
Frío (Remix) è stato pubblicato come terzo singolo l'11 luglio 2011. Il video ufficiale, girato con Wisin & Yandel a Buenos Aires il 6 giugno 2011, è stato pubblicato il 21 luglio 2011.
Il brano Shine è stato pubblicato come singolo promozionale il 21 dicembre 2010. Nell'album è presente anche la versione in spagnolo intitolata Te Vas.

## Tracce
1. Màs – 4:09 (Ferras Alqaisi, Claudia Brant, Desmond Child, Ricky Martin, Marco Masis)
2. Frío – 3:22 (Child, Martin, Masis, Wisin & Yandel)
3. Lo Mejor De Mi Vida Eres Tú – 3:38 (Eric Bazilian, Brant, Andreas Carlsson, Child, Martin) – featuring Natalia Jiménez
4. Te Vas – 4:30 (Brant, Child, Keyes, Martin)
5. Tú Y Yo – 5:15 (Brant, Child, Martin)
6. Cántame Tu Vida – 4:38 (Brant, Cabrera, Child, Martin, Lester Mendez)
7. Te Busco Y Te Alcanzo – 3:28 (Alqaisi, Child, Christy, Martin, Osorio)
8. Será Será – 3:27 (Alqaisi, Brant, Child, Martin, Masis)
9. No Te Miento – 3:30 (Alqaisi, Child, Christy, Marr, Martin)
10. Basta Ya – 4:30 (Brant, Cabrera, Child, Martin, Fred Vindver)
11. The Best Thing About Me Is You – 3:49 (Bazilian, Carlsson, Child, Martin) – featuring Joss Stone
12. Shine – 4:46 (Child, Keyes, Martin)
13. Frío – 3:36 (Child, Martin, Masis, Wisin & Yandel) – (Remix Radio Edit featuring Wisin & Yandel)

Durata totale: 52:38
Tracce Bonus Edizione Deluxe
1. Too Late Now – 3:27
2. Liar – 3:30
3. Soñador – 3:30
4. Lo Mejor De Mi Vida Eres Tú – (Jump Smokers Dance Version)
5. The Best Thing About Me Is You – (Jump Smokers Dance Version)
6. Lo Mejor De Mi Vida Eres Tú – (Versione solista)
7. The Best Thing About Me Is You – (Versione solista)

## Classifiche
L'album ha debuttato alla posizione numero 3 nella  classifica americana e al primo posto nelle classifiche diBillboard Latin Albums e Latin Pop Albums, vendendo 32000 copie.
| Paese  | Posizione raggiunta |
| ------ | ------------------- |
| Italia | 52                  |